# Seznam dílů seriálu To je vražda, napsala
Toto je seznam dílů seriálu To je vražda, napsala.

## Přehled řad
| Řada | Díly | Premiéra v USA | Premiéra v USA  | Premiéra v ČR  | Premiéra v ČR |
| Řada | Díly | První díl      | Poslední díl    | První díl      | Poslední díl  |
| ---- | ---- | -------------- | --------------- | -------------- | ------------- |
| 1    | 22   | 30. září 1984  | 21. dubna 1985  | 11. ledna 1995 | vysíláno      |
| 2    | 22   | 29. září 1985  | 18. května 1986 | vysíláno       | vysíláno      |
| 3    | 22   | 28. září 1986  | 10. května 1987 | vysíláno       | vysíláno      |
| 4    | 22   | 20. září 1987  | 8. května 1988  | vysíláno       | vysíláno      |
| 5    | 22   | 23. října 1988 | 21. května 1989 | vysíláno       | vysíláno      |
| 6    | 22   | 24. září 1989  | 20. května 1990 | vysíláno       | vysíláno      |
| 7    | 22   | 16. září 1990  | 12. května 1991 | vysíláno       | vysíláno      |
| 8    | 22   | 15. září 1991  | 17. května 1992 | vysíláno       | vysíláno      |
| 9    | 22   | 20. září 1992  | 16. května 1993 | vysíláno       | vysíláno      |
| 10   | 21   | 12. září 1993  | 22. května 1994 | vysíláno       | vysíláno      |
| 11   | 21   | 25. září 1994  | 14. května 1995 | vysíláno       | vysíláno      |
| 12   | 24   | 21. září 1995  | 19. května 1996 | vysíláno       | vysíláno      |

## Seznam dílů

### První řada (1984–1985)
| Č. v seriálu | Č. v řadě | Původní název                 | Český název                 | Režie                  | Scénář                                            | Premiéra v USA     | Premiéra v ČR  |
| ------------ | --------- | ----------------------------- | --------------------------- | ---------------------- | ------------------------------------------------- | ------------------ | -------------- |
| 1            | 1         | The Murder of Sherlock Holmes | Vražda Sherlocka Holmese    | Corey Allen            | Richard Levinson, William Link a Peter S. Fischer | 30. září 1984      | 11. ledna 1995 |
| 2            | 2         | Deadly Lady                   | Smrtící hurikán             | Corey Allen            | Peter S. Fischer                                  | 7. října 1984      | vysíláno       |
| 3            | 3         | Birds of a Feather            | Všechno lítá, co peří má    | John Llewellyn Moxey   | Robert E. Swanson                                 | 14. října 1984     | vysíláno       |
| 4            | 4         | Hooray for Homicide           | Vraždila Jessica?           | Richard A. Colla       | Robert van Scoyk                                  | 28. října 1984     | vysíláno       |
| 5            | 5         | It's a Dog's Life             | Psí život                   | Seymour Robbie         | Mark Giles a Linda Shank                          | 4. listopadu 1984  | vysíláno       |
| 6            | 6         | Lovers and Other Killers      | Milenci a jiní vrazi        | Allen Reisner          | Peter S. Fischer                                  | 18. listopadu 1984 | vysíláno       |
| 7            | 7         | Hit, Run and Homicide         | Za volantem fantom          | Alan Cooke             | Gerald K. Siegel                                  | 25. listopadu 1984 | vysíláno       |
| 8            | 8         | We're off to Kill the Wizard  | Záhadná smrt knížete Děsu   | Walter Grauman         | Peter S. Fischer a Gerald K. Siegel               | 9. prosince 1984   | vysíláno       |
| 9            | 9         | Death Takes a Curtain Call    | Síla hypnózy                | Allen Reisner          | Paul W. Cooper                                    | 16. prosince 1984  | vysíláno       |
| 10           | 10        | Death Casts a Spell           | Smrt jde na děkovačku       | Allen Reisner          | Steve Hensley a Miyoko Hensley                    | 30. prosince 1984  | vysíláno       |
| 11           | 11        | Capitol Offense               | Kongres volá                | John Llewellyn Moxey   | Peter S. Fischer                                  | 6. ledna 1985      | vysíláno       |
| 12           | 12        | Broadway Malady               | Comeback na Broadway        | Hy Averback            | Tom Sawyer                                        | 13. ledna 1985     | vysíláno       |
| 13           | 13        | Murder to a Jazz Beat         | Vražda v jazzovém klubu     | Walter Grauman         | David Abramowitz a Paul Savage                    | 3. února 1985      | vysíláno       |
| 14           | 14        | My Johnny Lies over the Ocean | Má láska je za velkou louží | Seymour Robbie         | Peter S. Fischer                                  | 10. února 1985     | vysíláno       |
| 15           | 15        | Paint Me a Murder             | Namaluj mi vraždu           | John Llewellyn Moxey   | Peter S. Fischer                                  | 17. února 1985     | vysíláno       |
| 16           | 16        | Tough Guys Don't Die          | Ostří hoši neumírají        | Seymour Robbie         | Peter S. Fischer                                  | 24. února 1985     | vysíláno       |
| 17           | 17        | Sudden Death                  | Náhlá smrt                  | Edward M. Abroms       | Robert E. Swanson                                 | 3. března 1985     | vysíláno       |
| 18           | 18        | Footnote to Murder            | Vražda v hotelu             | Peter Crane            | Robert E. Swanson                                 | 10. března 1985    | vysíláno       |
| 19           | 19        | Murder Takes the Bus          | Vražda v autobuse           | Walter Grauman         | Michael Scheff a Maryanne Kasica                  | 17. března 1985    | vysíláno       |
| 20           | 20        | Armed Response                | Výstřel jako odpověď        | Charles S. Dubin       | Gerald K. Siegel                                  | 31. března 1985    | vysíláno       |
| 21           | 21        | Murder at the Oasis           | Vražda v oáze               | Arthur Allan Seidelman | Robert van Scoyk                                  | 7. dubna 1985      | vysíláno       |
| 22           | 22        | Funeral at Fifty-Mile         | Pohřeb na padesáté míli     | Seymour Robbie         | Dick Nelson                                       | 21. dubna 1985     | vysíláno       |

### Druhá řada (1985–1986)
| Č. v seriálu | Č. v řadě | Původní název                        | Český název                       | Režie                  | Scénář                                   | Premiéra v USA     | Premiéra v ČR |
| ------------ | --------- | ------------------------------------ | --------------------------------- | ---------------------- | ---------------------------------------- | ------------------ | ------------- |
| 23           | 1         | Widow, Weep for Me                   | Zámožné vdovy                     | Michael A. Hoey        | Peter S. Fischer                         | 29. září 1985      | vysíláno      |
| 24           | 2         | Joshua Peabody Died Here... Possibly | Záhadný nález                     | Peter Crane            | Tom Sawyer                               | 6. října 1985      | vysíláno      |
| 25           | 3         | Murder in the Afternoon              | Vražda odpoledne                  | Arthur Allan Seidelman | Paul W. Cooper a Paul Savage             | 13. října 1985     | vysíláno      |
| 26           | 4         | School for Scandal                   | Fakulta plná skandálů             | Arthur Allan Seidelman | Robert E. Swanson                        | 20. října 1985     | vysíláno      |
| 27           | 5         | Sing a Song of Murder                | Zazpívám ti o vraždě              | John Llewellyn Moxey   | Peter S. Fischer                         | 27. října 1985     | vysíláno      |
| 28           | 6         | Reflections of the Mind              | V zajetí smyslů                   | Seymour Robbie         | Robert E. Swanson                        | 3. listopadu 1985  | vysíláno      |
| 29           | 7         | A Lady in the Lake                   | Dáma v jezeře                     | Walter Grauman         | Robert van Scoyk                         | 10. listopadu 1985 | vysíláno      |
| 30           | 8         | Dead Heat                            | Sázka na smrt                     | Peter Crane            | J. Miyoko Hensley a Steven Hensley       | 24. listopadu 1985 | vysíláno      |
| 31           | 9         | Jessica Behind Bars                  | Jessica za mřížemi                | John Llewellyn Moxey   | Carleton Eastlake                        | 1. prosince 1985   | vysíláno      |
| 32           | 10        | Sticks and Stones                    | Domek na pobřeží                  | Seymour Robbie         | Mark Giles, Jackson Gillis a Linda Shank | 15. prosince 1985  | vysíláno      |
| 33           | 11        | Murder Digs Deep                     | Tajemný rituál                    | Philip Leacock         | Mary Ann Kasica a Michael Scheff         | 29. prosince 1985  | vysíláno      |
| 34           | 12        | Murder by Appointment Only           | Vražda na zakázku                 | Arthur Allan Seidelman | Jerry Ross                               | 5. ledna 1986      | vysíláno      |
| 35           | 13        | Trial by Error                       | Nehoda                            | Seymour Robbie         | Paul Savage a Scott Shepherd             | 12. ledna 1986     | vysíláno      |
| 36           | 14        | Keep the Home Fries Burning          | Příliš rychlé občerstvení         | Peter Crane            | Philip Gerson                            | 19. ledna 1986     | vysíláno      |
| 37           | 15        | Powder Keg                           | Sud prachu                        | John Llewellyn Moxey   | Peter S. Fischer                         | 9. února 1986      | vysíláno      |
| 38           | 16        | Murder in the Electric Cathedral     | Vražda v elektrické katedrále     | John Llewellyn Moxey   | Dick Nelson                              | 16. února 1986     | vysíláno      |
| 39           | 17        | One Good Bid Deserves a Murder       | Vražda na aukci                   | Seymour Robbie         | J. Miyoko Hensley a Steven Hensley       | 23. února 1986     | vysíláno      |
| 40           | 18        | If a Body Meet a Body                | Jedno tělo navíc                  | Walter Grauman         | Steve Stoliar                            | 9. března 1986     | vysíláno      |
| 41           | 19        | Christopher Bundy — Died on Sunday   | Christopher Bundy zemřel v neděli | Peter Crane            | Gerald K. Siegel                         | 30. března 1986    | vysíláno      |
| 42           | 20        | Menace, Anyone?                      | Kdo je v nebezpečí?               | Arthur Allan Seidelman | Robert B. Sherman                        | 6. dubna 1986      | vysíláno      |
| 43           | 21        | The Perfect Foil                     | Dokonalý zásah                    | Walter Grauman         | Robert E. Swanson                        | 13. dubna 1986     | vysíláno      |
| 44           | 22        | If the Frame Fits                    | Spadla klec                       | Paul Lynch             | Philip Gerson                            | 18. května 1986    | vysíláno      |

### Třetí řada (1986–1987)
| Č. v seriálu | Č. v řadě | Původní název                     | Český název                          | Režie                | Scénář                                            | Premiéra v USA     | Premiéra v ČR |
| ------------ | --------- | --------------------------------- | ------------------------------------ | -------------------- | ------------------------------------------------- | ------------------ | ------------- |
| 45           | 1         | Death Stalks the Big Top (Part 1) | Smrt si vybírá nejvyšší daň, část 1. | Seymour Robbie       | Peter S. Fischer a Paul Savage                    | 28. září 1986      | vysíláno      |
| 46           | 2         | Death Stalks the Big Top (Part 2) | Smrt si vybírá nejvyšší daň, část 2. | Seymour Robbie       | Peter S. Fischer a Paul Savage                    | 5. října 1986      | vysíláno      |
| 47           | 3         | Unfinished Business               | Nevyřízené účty                      | Walter Grauman       | Jackson Gillis                                    | 12. října 1986     | vysíláno      |
| 48           | 4         | One White Rose for Death          | Jedna bílá růže pro smrt             | Peter Crane          | Peter S. Fischer                                  | 19. října 1986     | vysíláno      |
| 49           | 5         | Corned Beef and Carnage           | Krvavý sendvič                       | John Llewellyn Moxey | Robert E. Swanson                                 | 2. listopadu 1986  | vysíláno      |
| 50           | 6         | Dead Man's Gold                   | Zlato mrtvých                        | Seymour Robbie       | Robert van Scoyk                                  | 9. listopadu 1986  | vysíláno      |
| 51           | 7         | Deadline for Murder               | Vražda před uzávěrkou                | Seymour Robbie       | John Kennedy, Michael McGough a Tom Sawyer        | 16. listopadu 1986 | vysíláno      |
| 52           | 8         | Magnum on Ice                     | Detektiv Magnum na tenkém ledě       | Peter Crane          | Robert E. Swanson                                 | 23. listopadu 1986 | vysíláno      |
| 53           | 9         | Obituary for a Dead Anchor        | Nekrolog pro televizní hvězdu        | Walter Grauman       | Bob Shayne a Robert van Scoyk                     | 7. prosince 1986   | vysíláno      |
| 54           | 10        | Stage Struck                      | Vražda na jevišti                    | John Astin           | Philip Gerson                                     | 14. prosince 1986  | vysíláno      |
| 55           | 11        | Night of the Headless Horseman    | Noc bezhlavého jezdce                | Walter Grauman       | R. Barker Price                                   | 4. ledna 1987      | vysíláno      |
| 56           | 12        | The Corpse Flew First Class       | Mrtvý letěl první třídou             | Walter Grauman       | Donald Ross                                       | 18. ledna 1987     | vysíláno      |
| 57           | 13        | Crossed Up                        | Špatné spojení                       | David Hemmings       | Steven Long Mitchell a Craig W. Van Sickle        | 1. února 1987      | vysíláno      |
| 58           | 14        | Murder in a Minor Key             | Vražda v mollové tónině              | Nick Havinga         | Peter S. Fischer, Arthur Marks a Gerald K. Siegel | 8. února 1987      | vysíláno      |
| 59           | 15        | The Bottom Line Is Murder         | Vražda bez scénáře                   | Anthony Pullen Shaw  | Steven Long Mitchell a Craig W. Van Sickle        | 15. února 1987     | vysíláno      |
| 60           | 16        | Death Takes a Dive                | Smrt podle dohody                    | Seymour Robbie       | Peter S. Fischer                                  | 22. února 1987     | vysíláno      |
| 61           | 17        | Simon Says, Color Me Dead         | Namaluj mi smrt                      | Kevin G. Cremin      | Robert E. Swanson                                 | 1. března 1987     | vysíláno      |
| 62           | 18        | No Laughing Murder                | Nic pro zasmání                      | Walter Grauman       | Tom Sawyer                                        | 15. března 1987    | vysíláno      |
| 63           | 19        | No Accounting for Murder          | Nevyúčtovaná vražda                  | Peter Crane          | Gerald K. Siegel                                  | 22. března 1987    | vysíláno      |
| 64           | 20        | The Cemetery Vote                 | Volební boj                          | Seymour Robbie       | Robert van Scoyk                                  | 5. dubna 1987      | vysíláno      |
| 65           | 21        | The Days Dwindle Down             | Stará historie                       | Michael J. Lynch     | Philip Gerson                                     | 19. dubna 1987     | vysíláno      |
| 66           | 22        | Murder, She Spoke                 | To je vražda, řekla                  | Anthony Pullen Shaw  | Si Rose                                           | 10. května 1987    | vysíláno      |

### Čtvrtá řada (1987–1988)
| Č. v seriálu | Č. v řadě | Původní název                                       | Český název                             | Režie                | Scénář                                              | Premiéra v USA     | Premiéra v ČR |
| ------------ | --------- | --------------------------------------------------- | --------------------------------------- | -------------------- | --------------------------------------------------- | ------------------ | ------------- |
| 67           | 1         | A Fashionable Way to Die                            | Vražda na módní přehlídce               | Nick Havinga         | Donald Ross                                         | 20. září 1987      | vysíláno      |
| 68           | 2         | When Thieves Fall Out                               | Zloděj musí z kola ven                  | Seymour Robbie       | Arthur Weingarten                                   | 27. září 1987      | vysíláno      |
| 69           | 3         | Witness for the Defense                             | Svědkyně obhajoby                       | Seymour Robbie       | Robert E. Swanson                                   | 4. října 1987      | vysíláno      |
| 70           | 4         | Old Habits Die Hard                                 | Smrt řeholnice                          | John Llewellyn Moxey | Chris Manheim                                       | 11. října 1987     | vysíláno      |
| 71           | 5         | The Way to Dusty Death                              | Cesta k žalostné smrti                  | Nick Havinga         | Philip Gerson                                       | 25. října 1987     | vysíláno      |
| 72           | 6         | It Runs in the Family                               | Rodinné zatížení                        | Walter Grauman       | Peter S. Fischer                                    | 1. listopadu 1987  | vysíláno      |
| 73           | 7         | If It's Thursday, It Must Be Beverly                | Jestliže je čtvrtek, musí být u Beverly | Peter Crane          | Wendy Graf a Lisa Stotsky                           | 8. listopadu 1987  | vysíláno      |
| 74           | 8         | Steal Me a Story                                    | Ukradený příběh                         | John Llewellyn Moxey | Peter S. Fischer                                    | 15. listopadu 1987 | vysíláno      |
| 75           | 9         | Trouble in Eden                                     | Hotel Rajská Zahrada                    | Nick Havinga         | John D. F. Black a Paul Savage                      | 22. listopadu 1987 | vysíláno      |
| 76           | 10        | Indian Giver                                        | Indián                                  | Walter Grauman       | Gerald K. Siegel                                    | 29. listopadu 1987 | vysíláno      |
| 77           | 11        | Doom with a View                                    | Přátelské shledání                      | Walter Grauman       | Kenneth Alan Berg                                   | 13. prosince 1987  | vysíláno      |
| 78           | 12        | Who Threw the Barbitals in Mrs. Fletcher's Chowder? | Otrávená večeře                         | John Llewellyn Moxey | Robert van Scoyk                                    | 3. ledna 1988      | vysíláno      |
| 79           | 13        | Harbinger of Death                                  | Posel smrti                             | Anthony Pullen Shaw  | R. Barker Price                                     | 24. ledna 1988     | vysíláno      |
| 80           | 14        | Curse of the Daanav                                 | Prokletí Dannau                         | Walter Grauman       | Chris Manheim                                       | 7. února 1988      | vysíláno      |
| 81           | 15        | Mourning Among the Wisterias                        | V kruhu rodinném                        | Walter Grauman       | Larry Scott Anderson                                | 14. února 1988     | vysíláno      |
| 82           | 16        | Murder Through the Looking Glass                    | Vražda za zrcadlem                      | Seymour Robbie       | Robert van Scoyk                                    | 21. února 1988     | vysíláno      |
| 83           | 17        | A Very Good Year for Murder                         | Smrtonosná vinice                       | Walter Grauman       | Peter S. Fischer                                    | 28. února 1988     | vysíláno      |
| 84           | 18        | Benedict Arnold Slipped Here                        | Poklad                                  | Seymour Robbie       | Wendy Graf, Lisa Stotsky a Robert van Scoyk         | 13. března 1988    | vysíláno      |
| 85           | 19        | Just Another Fish Story                             | Zase o rybách                           | Walter Grauman       | Philip Gerson                                       | 27. března 1988    | vysíláno      |
| 86           | 20        | Showdown in Saskatchewan                            | Rodeo v Saskatchewanu                   | Vincent McEveety     | Dick Nelson                                         | 10. dubna 1988     | vysíláno      |
| 87           | 21        | Deadpan                                             | S kamennou tváří                        | E. W. Swackhamer     | Mary Ann Kasica, Michael Scheff a Arthur Weingarten | 1. května 1988     | vysíláno      |
| 88           | 22        | The Body Politic                                    | Primárky                                | Anthony Pullen Shaw  | Donald Ross                                         | 8. května 1988     | vysíláno      |

### Pátá řada (1988–1989)
| Č. v seriálu | Č. v řadě | Původní název                       | Český název                   | Režie                | Scénář                                | Premiéra v USA     | Premiéra v ČR |
| ------------ | --------- | ----------------------------------- | ----------------------------- | -------------------- | ------------------------------------- | ------------------ | ------------- |
| 89           | 1         | J.B. as in Jailbird                 | Jako v kleci ptáček           | Anthony Shaw         | Robert E. Swanson                     | 23. října 1988     | vysíláno      |
| 90           | 2         | A Little Night Work                 | Malá noční hra                | Walter Grauman       | Peter S. Fischer                      | 30. října 1988     | vysíláno      |
| 91           | 3         | Mr. Penroy's Vacation               | Prázdniny pana Penroye        | Anthony Shaw         | Robert E. Swanson                     | 6. listopadu 1988  | vysíláno      |
| 92           | 4         | Snow White, Blood Red               | Sněhově bílá, krvavě rudá     | Vincent McEveety     | Peter S. Fischer                      | 13. listopadu 1988 | vysíláno      |
| 93           | 5         | Coal Miner's Slaughter              | Hornický masakr               | Walter Grauman       | Chris Manheim                         | 20. listopadu 1988 | vysíláno      |
| 94           | 6         | Wearing of the Green                | Ničivá zeleň                  | Seymour Robbie       | Peter S. Fischer                      | 27. listopadu 1988 | vysíláno      |
| 95           | 7         | The Last Flight of the Dixie Damsel | Poslední let                  | Vincent McEveety     | Peter S. Fischer                      | 18. prosince 1988  | vysíláno      |
| 96           | 8         | Prediction: Murder                  | Proroctví: vražda             | Walter Grauman       | Richard Stanley a Ralph Meyering, Jr. | 1. ledna 1989      | vysíláno      |
| 97           | 9         | Something Borrowed, Someone Blue    | Něco zaplatíme, něco zapřem   | John Llewellyn Moxey | Philip Gerson                         | 8. ledna 1989      | vysíláno      |
| 98           | 10        | Weave a Tangled Web                 | Předu, předu tenkou nit       | Seymour Robbie       | Robert E. Swanson                     | 15. ledna 1989     | vysíláno      |
| 99           | 11        | The Search for Peter Kerry          | Hledání Petera Kerryho        | Walter Grauman       | Peter S. Fischer                      | 5. února 1989      | vysíláno      |
| 100          | 12        | Smooth Operators                    | Zavedená praxe                | Anthony Pullen Shaw  | Gerald K. Siegel                      | 12. února 1989     | vysíláno      |
| 101          | 13        | Fire Burn, Cauldron Bubble          | Ohni hoř a kotli vař          | John Llewellyn Moxey | Tom Sawyer                            | 19. února 1989     | vysíláno      |
| 102          | 14        | From Russia with Blood              | Pozdrav z Ruska               | Vincent McEveety     | Donald Ross                           | 26. února 1989     | vysíláno      |
| 103          | 15        | Alma Murder                         | Alma Mater                    | Anthony Pullen Shaw  | Chris Manheim                         | 12. března 1989    | vysíláno      |
| 104          | 16        | Truck Stop                          | Motel                         | Vincent McEveety     | Philip Gerson                         | 2. dubna 1989      | vysíláno      |
| 105          | 17        | The Sins of Castle Cove             | Hříchy Castle Cove            | John Llewellyn Moxey | Robert Van Scoyk                      | 9. dubna 1989      | vysíláno      |
| 106          | 18        | Trevor Hudson's Legacy              | Dědictví Trevora Hudsona      | Walter Grauman       | Paul Savage                           | 16. dubna 1989     | vysíláno      |
| 107          | 19        | Double Exposure                     | Ve dvojí palbě                | Anthony Shaw         | Robert E. Swanson                     | 30. dubna 1989     | vysíláno      |
| 108          | 20        | Three Strikes, You're Out           | Riskantní hra                 | Seymour Robbie       | Donald Ross                           | 7. května 1989     | vysíláno      |
| 109          | 21        | Mirror, Mirror on the Wall (Part 1) | Pověz mi, zrcadlo..., část 1. | Walter Grauman       | Peter S. Fischer                      | 14. května 1989    | vysíláno      |
| 110          | 22        | Mirror, Mirror on the Wall (Part 2) | Pověz mi, zrcadlo..., část 2. | Walter Grauman       | Peter S. Fischer                      | 14. května 1989    | vysíláno      |

### Šestá řada (1989–1990)
| Č. v seriálu | Č. v řadě | Původní název                               | Český název                | Režie                | Scénář                          | Premiéra v USA     | Premiéra v ČR |
| ------------ | --------- | ------------------------------------------- | -------------------------- | -------------------- | ------------------------------- | ------------------ | ------------- |
| 111          | 1         | Appointment in Athens                       | Schůzka v Athénách         | Vincent McEveety     | Tom Sawyer                      | 24. září 1989      | vysíláno      |
| 112          | 2         | Seal of the Confessional                    | Pečeť zpovědního tajemství | Vincent McEveety     | Lynne Kelsey                    | 1. října 1989      | vysíláno      |
| 113          | 3         | The Grand Old Lady                          | Báječná stará dáma         | Vincent McEveety     | Peter S. Fischer                | 8. října 1989      | vysíláno      |
| 114          | 4         | The Error of Her Ways                       | Osudná chyba               | Anthony Shaw         | Donald Ross                     | 15. října 1989     | vysíláno      |
| 115          | 5         | Jack and Bill                               | Jack a Bill                | Chuck Bowman         | Peter S. Fischer a Chuck Bowman | 29. října 1989     | vysíláno      |
| 116          | 6         | Dead Letter                                 | Nedoručený dopis           | Anthony Shaw         | Paul Schiffer                   | 5. listopadu 1989  | vysíláno      |
| 117          | 7         | Night of the Tarantula                      | Noc tarantule              | Vincent McEveety     | Chris Manheim                   | 12. listopadu 1989 | vysíláno      |
| 118          | 8         | When the Fat Lady Sings                     | Když spadne klec           | Walter Grauman       | Peter S. Fischer                | 19. listopadu 1989 | vysíláno      |
| 119          | 9         | Test of Wills                               | Poslední vůle              | Anthony Shaw         | Robert E. Swanson               | 26. listopadu 1989 | vysíláno      |
| 120          | 10        | Class Act                                   | Poručík za katedrou        | Allen Reisner        | Peter S. Fischer                | 3. prosince 1989   | vysíláno      |
| 121          | 11        | Town Father                                 | Zasloužilý otec            | John Llewellyn Moxey | Philip Gerson                   | 17. prosince 1989  | vysíláno      |
| 122          | 12        | Goodbye Charlie                             | Sbohem, Charlie            | Anthony Shaw         | Robert van Scoyk                | 7. ledna 1990      | vysíláno      |
| 122          | 13        | If the Shoe Fits                            | Červené světlo značí smrt  | Anthony Shaw         | Lynne Kelsey                    | 21. ledna 1990     | vysíláno      |
| 124          | 14        | How to Make a Killing without Really Trying | Osudná spekulace           | Walter Grauman       | Robert E. Swanson               | 4. února 1990      | vysíláno      |
| 125          | 15        | The Fixer-Upper                             | Riziko podnikání           | John Llewellyn Moxey | Oliver Hailey                   | 11. února 1990     | vysíláno      |
| 126          | 16        | The Big Show of 1965                        | Velká show roku 1965       | Jerry Jameson        | Robert van Scoyk                | 25. února 1990     | vysíláno      |
| 127          | 17        | Murder: According to Maggie                 | Vražda podle Maggie        | John Llewellyn Moxey | Peter S. Fischer                | 4. března 1990     | vysíláno      |
| 128          | 18        | O'Malley's Luck                             | O'Malley má štěstí         | Michael J. Lynch     | Lynne Kelsey                    | 25. března 1990    | vysíláno      |
| 129          | 19        | Always a Thief                              | Zloděj se nezapře          | Walter Grauman       | Peter S. Fischer                | 8. dubna 1990      | vysíláno      |
| 130          | 20        | Shear Madness                               | Ztráta paměti              | Walter Grauman       | Chris Manheim                   | 29. dubna 1990     | vysíláno      |
| 131          | 21        | The Szechuan Dragon                         | Čínský drak                | Kevin G. Cremin      | Tom Sawyer                      | 6. května 1990     | vysíláno      |
| 132          | 22        | The Sicilian Encounter                      | Schůzka na Sicílii         | Kevin G. Cremin      | Robert E. Swanson               | 20. května 1990    | vysíláno      |

### Sedmá řada (1990–1991)
| Č. v seriálu | Č. v řadě | Původní název                         | Český název                   | Režie                | Scénář                          | Premiéra v USA     | Premiéra v ČR |
| ------------ | --------- | ------------------------------------- | ----------------------------- | -------------------- | ------------------------------- | ------------------ | ------------- |
| 133          | 1         | Trials and Tribulations               | Strasti Jessicy Fletcherové   | Vincent McEveety     | Peter S. Fischer                | 16. září 1990      | vysíláno      |
| 134          | 2         | Deadly Misunderstanding               | Smrtelné nedorozumění         | Anthony Shaw         | Robert E. Swanson               | 23. září 1990      | vysíláno      |
| 135          | 3         | See You in Court, Baby                | Nashledanou u soudu, miláčku  | Vincent McEveety     | Peter S. Fischer                | 30. září 1990      | vysíláno      |
| 136          | 4         | Hannigan's Wake                       | Rozloučení s Hannigenem       | Vincent McEveety     | Peter S. Fischer                | 28. října 1990     | vysíláno      |
| 137          | 5         | The Family Jewels                     | Rodinné šperky                | Jerry Jameson        | Tom Sawyer                      | 4. listopadu 1990  | vysíláno      |
| 138          | 6         | A Body to Die For                     | Pro krásu vše                 | Anthony Shaw         | Donald Ross                     | 11. listopadu 1990 | vysíláno      |
| 139          | 7         | The Return of Preston Giles           | Návrat Prestona Gilese        | Walter Grauman       | Tom Sawyer                      | 18. listopadu 1990 | vysíláno      |
| 140          | 8         | The Great Twain Robbery               | Velká Twainova loupež         | Jerry Jameson        | Steve Brown                     | 25. listopadu 1990 | vysíláno      |
| 141          | 9         | Ballad for a Blue Lady                | Balada pro Blue Lady          | Jerry Jameson        | William Bigelow                 | 2. prosince 1990   | vysíláno      |
| 142          | 10        | Murder in F Sharp                     | Vražda ve Fis-dur             | Kevin G. Cremin      | William Bigelow                 | 16. prosince 1990  | vysíláno      |
| 143          | 11        | Family Doctor                         | Rodinný lékař                 | Walter Grauman       | Robert van Scoyk                | 6. ledna 1991      | vysíláno      |
| 144          | 12        | Suspicion of Murder                   | Podezření z vraždy            | Vincent McEveety     | Peter S. Fischer                | 20. ledna 1991     | vysíláno      |
| 145          | 13        | Moving Violation                      | Dopravní přestupek            | Anthony Shaw         | Robert E. Swanson               | 3. února 1991      | vysíláno      |
| 146          | 14        | Who Killed J.B. Fletcher?             | Kdo zabil J. B. Fletcherovou? | Walter Grauman       | Lynne Kelsey                    | 10. února 1991     | vysíláno      |
| 147          | 15        | The Taxman Cometh                     | Případ záhadného zaměstnance  | Anthony Shaw         | Donald Ross                     | 17. února 1991     | vysíláno      |
| 148          | 16        | From the Horse's Mouth                | Tajemství krále parádníka     | Jerry Jameson        | Gerry Day                       | 24. února 1991     | vysíláno      |
| 149          | 17        | The Prodigal Father                   | Návrat ztraceného otce        | Anthony Shaw         | Maryann Kasica a Michael Scheff | 10. března 1991    | vysíláno      |
| 150          | 18        | Where Have You Gone, Billy Boy?       | Kam se poděl Billy Boy?       | John Llewellyn Moxey | Peter S. Fischer                | 17. března 1991    | vysíláno      |
| 151          | 19        | Thursday's Child                      | Vše pro záchranu syna         | Anthony Shaw         | Robert E. Swanson               | 7. dubna 1991      | vysíláno      |
| 152          | 20        | Murder, Plain and Simple              | Jasná vražda                  | Vincent McEveety     | Chris Manheim                   | 28. dubna 1991     | vysíláno      |
| 153          | 21        | Tainted Lady                          | Žena se špatnou pověstí       | Vincent McEveety     | Robert van Scoyk                | 5. května 1991     | vysíláno      |
| 154          | 22        | The Skinny According to Nick Cullhane | Podfuk podle Nicka Cullhane   | Walter Grauman       | Tom Sawyer                      | 12. května 1991    | vysíláno      |

### Osmá řada (1991–1992)
| Č. v seriálu | Č. v řadě | Původní název                        | Český název                | Režie            | Scénář                 | Premiéra v USA     | Premiéra v ČR |
| ------------ | --------- | ------------------------------------ | -------------------------- | ---------------- | ---------------------- | ------------------ | ------------- |
| 155          | 1         | Bite the Big Apple                   | Kousnout do velkého jablka | David Moessinger | David Moessinger       | 15. září 1991      | vysíláno      |
| 156          | 2         | Night Fears                          | Noční děsy                 | Anthony Shaw     | J. Michael Straczynski | 22. září 1991      | vysíláno      |
| 157          | 3         | Unauthorized Obituary                | Neautorizovaná vražda      | Walter Grauman   | Robert E. Swanson      | 29. září 1991      | vysíláno      |
| 158          | 4         | Thicker Than Water                   | Silnější než voda          | Anthony Shaw     | Lawrence De Tillio     | 6. října 1991      | vysíláno      |
| 159          | 5         | Lines of Excellence                  | Speciální linky            | Walter Grauman   | J. Michael Straczynski | 3. listopadu 1991  | vysíláno      |
| 160          | 6         | Judge Not                            | Nesuď                      | Chuck Bowman     | Gerald DiPego          | 10. listopadu 1991 | vysíláno      |
| 161          | 7         | Terminal Connection                  | Poslední hovor             | Walter Grauman   | Robert E. Swanson      | 17. listopadu 1991 | vysíláno      |
| 162          | 8         | A Killing in Vegas                   | Vražda v Las Vegas         | Anthony Shaw     | Bruce Lansbury         | 24. listopadu 1991 | vysíláno      |
| 163          | 9         | The Committee                        | Tajný výbor                | Jerry Jameson    | J. Michael Straczynski | 1. prosince 1991   | vysíláno      |
| 164          | 10        | The List of Yuri Lermentov           | Seznam Jurije Lermentova   | Anthony Shaw     | Tom Sawyer             | 15. prosince 1991  | vysíláno      |
| 165          | 11        | Danse Diabolique                     | Ďábelský tanec             | Alexander Singer | Jo William Philip      | 5. ledna 1992      | vysíláno      |
| 166          | 12        | The Witch's Curse                    | Čarodějná kletba           | Jerry Jameson    | Tracy Friedman         | 12. ledna 1992     | vysíláno      |
| 167          | 13        | Incident in Lot 7                    | Vražda ve filmovém studiu  | Anthony Shaw     | J. Michael Straczynski | 19. ledna 1992     | vysíláno      |
| 168          | 14        | The Monte Carlo Murders              | Vraždy v Monte Carlu       | Jerry Jameson    | Bruce Lansbury         | 2. února 1992      | vysíláno      |
| 169          | 15        | Tinker, Tailor, Liar, Thief          | Případ zmizelého muže      | Peter Salim      | Robert E. Swanson      | 1. března 1992     | vysíláno      |
| 170          | 16        | Ever After                           | Až navěky                  | Anthony Shaw     | Robert van Scoyk       | 8. března 1992     | vysíláno      |
| 171          | 17        | To the Last Will I Grapple with Thee | Do posledního dechu        | Walter Grauman   | J. Michael Straczynski | 15. března 1992    | vysíláno      |
| 172          | 18        | Programmed for Murder                | Naprogramovaná vražda      | Jerry Jameson    | Tom Sawyer             | 5. dubna 1992      | vysíláno      |
| 173          | 19        | Day of the Dead                      | Den mrtvých                | Anthony Shaw     | Mark A. Burley         | 26. dubna 1992     | vysíláno      |
| 174          | 20        | Angel of Death                       | Anděl smrti                | Walter Grauman   | Robert E. Swanson      | 3. května 1992     | vysíláno      |
| 175          | 21        | Badge of Honor                       | Odznak cti                 | David Moessinger | David Moessinger       | 10. května 1992    | vysíláno      |
| 176          | 22        | Murder on Madison Avenue             | Vražda na Madisonské třídě | Jerry Jameson    | Bruce Lansbury         | 17. května 1992    | vysíláno      |

### Devátá řada (1992–1993)
| Č. v seriálu | Č. v řadě | Původní název                | Český název             | Režie                   | Scénář                           | Premiéra v USA     | Premiéra v ČR |
| ------------ | --------- | ---------------------------- | ----------------------- | ----------------------- | -------------------------------- | ------------------ | ------------- |
| 177          | 1         | Murder in Milan              | Vražda v Miláně         | Anthony Shaw            | Laurence Heath                   | 20. září 1992      | vysíláno      |
| 178          | 2         | Family Secrets               | Rodinné tajemství       | Walter Grauman          | Robert Hamner                    | 27. září 1992      | vysíláno      |
| 179          | 3         | The Mole                     | Informátor              | Peter Salim             | Tom Sawyer                       | 4. října 1992      | vysíláno      |
| 180          | 4         | The Wind Around the Tower    | Vítr ve věži            | Walter Grauman          | J. Michael Straczynski           | 1. listopadu 1992  | vysíláno      |
| 181          | 5         | The Dead File                | Tajný archiv            | Anthony Shaw            | Tom Sawyer                       | 15. listopadu 1992 | vysíláno      |
| 182          | 6         | Night of the Coyote          | Noc kojota              | Jerry Jameson           | Mark A. Burley                   | 22. listopadu 1992 | vysíláno      |
| 183          | 7         | Sugar & Spice, Malice & Vice | Případ ztracené dcery   | Vincent McEveety        | Robert E. Swanson                | 29. listopadu 1992 | vysíláno      |
| 184          | 8         | The Classic Murder           | Klasická vražda         | Vincent McEveety        | Robert Van Scoyk                 | 6. prosince 1992   | vysíláno      |
| 185          | 9         | A Christmas Secret           | Vánoční tajemství       | Anthony Shaw            | Bruce Lansbury                   | 13. prosince 1992  | vysíláno      |
| 186          | 10        | The Sound of Murder          | Vražda v rytmu hudby    | Anthony Shaw            | Bruce Lansbury                   | 3. ledna 1993      | vysíláno      |
| 187          | 11        | Final Curtain                | Poslední opona          | Walter Grauman          | J. Michael Straczynski           | 10. ledna 1993     | vysíláno      |
| 188          | 12        | Double Jeopardy              | Dvojí usvědčení         | Anthony Shaw            | Laurence Heath                   | 17. ledna 1993     | vysíláno      |
| 189          | 13        | Dead Eye                     | Mrtvé očko              | Jerry Jameson           | Tom Sawyer                       | 7. února 1993      | vysíláno      |
| 190          | 14        | Killer Radio                 | Smrt na vlnách rozhlasu | Peter Salim             | Carlton Hollander                | 14. února 1993     | vysíláno      |
| 191          | 15        | The Petrified Florist        | Mrtvý květinář          | Anthony Shaw            | Donald Ross                      | 21. února 1993     | vysíláno      |
| 192          | 16        | Threshold of Fear            | Práh strachu            | Vincent McEveety        | James L. Novack                  | 28. února 1993     | vysíláno      |
| 193          | 17        | The Big Kill                 | Velké zabíjení          | Jerry Jameson           | Mark A. Burley                   | 7. března 1993     | vysíláno      |
| 194          | 18        | Dead to Rights               | Pomstěná smrt           | Anthony Shaw            | Tom Sawyer                       | 21. března 1993    | vysíláno      |
| 195          | 19        | Lone Witness                 | Jediný svědek           | Walter Grauman          | Marianne Kasica a Michael Scheff | 4. dubna 1993      | vysíláno      |
| 196          | 20        | Ship of Thieves              | Loď zlodějů             | Anthony Shaw            | Bruce Lansbury                   | 2. května 1993     | vysíláno      |
| 197          | 21        | The Survivor                 | Dívka, která přežila    | Anthony Shaw            | Robert Van Scoyk                 | 9. května 1993     | vysíláno      |
| 198          | 22        | Love's Deadly Desire         | Láska je vražedná vášeň | Robert M. Williams, Jr. | Chris Manheim                    | 16. května 1993    | vysíláno      |

### Desátá řada (1993–1994)
| Č. v seriálu | Č. v řadě | Původní název                 | Český název                   | Režie            | Scénář                                                    | Premiéra v USA     | Premiéra v ČR |
| ------------ | --------- | ----------------------------- | ----------------------------- | ---------------- | --------------------------------------------------------- | ------------------ | ------------- |
| 199          | 1         | A Death in Hong Kong          | Smrt v Hongkongu              | Vincent McEveety | Laurence Heath                                            | 12. září 1993      | vysíláno      |
| 200          | 2         | For Whom the Ball Tolls       | Dům, kde bydlel Hemingway     | Anthony Shaw     | Donald Ross                                               | 26. září 1993      | vysíláno      |
| 201          | 3         | The Legacy of Borbey House    | Odkaz domu Borbeyů            | Walter Grauman   | Danna Doyle a Debbie Smith                                | 3. října 1993      | vysíláno      |
| 202          | 4         | The Phantom Killer            | Vraždící fantom               | Anthony Shaw     | Tom Sawyer                                                | 24. října 1993     | vysíláno      |
| 203          | 5         | A Virtual Murder              | Virtuální vražda              | Lee Smith        | Carlton Hollander                                         | 31. října 1993     | vysíláno      |
| 204          | 6         | Bloodlines                    | Příbuzenské vztahy            | Don Mischer      | námět: Michael Berlin a Eric Estrin scénář: Robert Hamner | 7. listopadu 1993  | vysíláno      |
| 205          | 7         | A Killing in Cork             | Vražda v Corku                | Anthony Shaw     | Bruce Lansbury                                            | 21. listopadu 1993 | vysíláno      |
| 206          | 8         | Love and Hate in Cabot Cove   | Láska a nenávist v Cabot Cove | Anthony Shaw     | Robert Van Scoyk                                          | 28. listopadu 1993 | vysíláno      |
| 207          | 9         | Murder at a Discount          | Vražda se slevou              | Walter Grauman   | Rick Mittleman                                            | 5. prosince 1993   | vysíláno      |
| 208          | 10        | Murder in White               | Vražda v bílém                | Vincent McEveety | Lawrence Vail                                             | 19. prosince 1993  | vysíláno      |
| 209          | 11        | Northern Explosion            | Noční výbuch                  | Anthony Shaw     | Mark A. Burley                                            | 2. ledna 1994      | vysíláno      |
| 210          | 12        | Proof in the Pudding          | Vražda podle receptu          | Jerry Jameson    | Lisa Seidman                                              | 9. ledna 1994      | vysíláno      |
| 211          | 13        | Portrait of Death             | Portrét smrti                 | Vincent McEveety | Donald Ross                                               | 16. ledna 1994     | vysíláno      |
| 212          | 14        | Deadly Assets                 | Smrtelné peníze               | Anthony Shaw     | Tom Sawyer                                                | 23. ledna 1994     | vysíláno      |
| 213          | 15        | Murder on the Thirtieth Floor | Vražda v 30. poschodí         | Walter Grauman   | Robert Van Scoyk                                          | 6. února 1994      | vysíláno      |
| 214          | 16        | Time to Die                   | Čas zemřít                    | Anthony Shaw     | Laurence Heath                                            | 6. března 1994     | vysíláno      |
| 215          | 17        | The Dying Game                | Hra na smrt                   | Jerry Jameson    | Bruce Lansbury                                            | 13. března 1994    | vysíláno      |
| 216          | 18        | The Trouble with Seth         | Trampoty s doktorem           | Anthony Shaw     | Tom Sawyer                                                | 27. března 1994    | vysíláno      |
| 217          | 19        | Roadkill                      | Vražda na dálnici             | Walter Grauman   | Mark A. Burley                                            | 1. května 1994     | vysíláno      |
| 218          | 20        | A Murderous Muse              | Vražedná múza                 | Anthony Shaw     | Bruce Lansbury                                            | 15. května 1994    | vysíláno      |
| 219          | 21        | Wheel of Death                | Kolo smrti                    | Walter Grauman   | Robert Van Scoyk                                          | 22. května 1994    | vysíláno      |

### Jedenáctá řada (1994–1995)
| Č. v seriálu | Č. v řadě | Původní název            | Český název                | Režie                  | Scénář                                  | Premiéra v USA     | Premiéra v ČR |
| ------------ | --------- | ------------------------ | -------------------------- | ---------------------- | --------------------------------------- | ------------------ | ------------- |
| 220          | 1         | A Nest of Vipers         | Hnízdo zmijí               | Anthony Shaw           | Rick Mittleman                          | 25. září 1994      | vysíláno      |
| 221          | 2         | Amsterdam Kill           | Vražda v Amsterdamu        | Jerry Jameson          | Jerry Ludwig                            | 2. října 1994      | vysíláno      |
| 222          | 3         | To Kill a Legend         | Zabít legendu              | Anthony Shaw           | David Bennett Carren a J. Larry Carroll | 9. října 1994      | vysíláno      |
| 223          | 4         | Death in Hawaii          | Smrt na Havaji             | Don Mischer            | Lawrence Heath                          | 16. října 1994     | vysíláno      |
| 224          | 5         | Dear Deadly              | V úctě, vrah               | Anthony Shaw           | Donald Ross                             | 23. října 1994     | vysíláno      |
| 225          | 6         | The Murder Channel       | Vražda na pirátském kanálu | Walter Grauman         | Jerry Ludwig                            | 6. listopadu 1994  | vysíláno      |
| 226          | 7         | Fatal Paradise           | Osudný ráj                 | Jerry Jameson          | Tom Sawyer                              | 13. listopadu 1994 | vysíláno      |
| 227          | 8         | Crimson Harvest          | Krvavé vinobraní           | Anthony Shaw           | Bruce Lansbury                          | 20. listopadu 1994 | vysíláno      |
| 228          | 9         | Murder by Twos           | Dvě vraždy a jeden vrah    | Anthony Shaw           | Bruce Lansbury                          | 27. listopadu 1994 | vysíláno      |
| 229          | 10        | Murder of the Month Club | Vražda v knižním klubu     | Walter Grauman         | Donald Ross                             | 4. prosince 1994   | vysíláno      |
| 230          | 11        | An Egg to Die For        | Vejce, pro které se umírá  | Robert M. Williams Jr. | Maryanne Kasica a Michael Scheff        | 11. prosince 1994  | vysíláno      |
| 231          | 12        | The Scent of Murder      | Vražedná vůně              | Anthony Shaw           | Laurence Heath                          | 8. ledna 1994      | vysíláno      |
| 232          | 13        | Death 'n Denial          | Lež plodí smrt             | Jerry Jameson          | Mark A. Burley                          | 22. ledna 1995     | vysíláno      |
| 233          | 14        | Murder in High-C         | Vražda a tříčárkované cé   | Anthony Shaw           | Jerry Ludwig                            | 5. února 1995      | vysíláno      |
| 234          | 15        | Twice Dead               | Dvojnásobná smrt           | Walter Grauman         | Paul Schiffer                           | 12. února 1995     | vysíláno      |
| 235          | 16        | Film Flam                | Filmový fígl               | Anthony Shaw           | Donald Ross                             | 19. února 1995     | vysíláno      |
| 236          | 17        | Murder a la Mode         | Vražda a la mode           | Jerry Jameson          | Laurence Heath                          | 26. února 1995     | vysíláno      |
| 237          | 18        | The Dream Team           | Ideální projekt            | Anthony Shaw           | Tom Sawyer                              | 19. března 1995    | vysíláno      |
| 238          | 19        | School for Murder        | Vražda ve škole            | Vincent McEveety       | Robert Bean                             | 30. dubna 1995     | vysíláno      |
| 239          | 20        | Another Killing in Cork  | Další vražda v Corku       | Anthony Shaw           | Bruce Lansbury                          | 7. května 1995     | vysíláno      |
| 240          | 21        | Game, Set, Murder        | Hra, sada, vražda          | Walter Grauman         | Philip John Taylor                      | 14. května 1995    | vysíláno      |

### Dvanáctá řada (1995–1996)
| Č. v seriálu | Č. v řadě | Původní název                    | Český název                    | Režie            | Scénář                                                       | Premiéra v USA     | Premiéra v ČR |
| ------------ | --------- | -------------------------------- | ------------------------------ | ---------------- | ------------------------------------------------------------ | ------------------ | ------------- |
| 241          | 1         | Nailed                           | O nehet                        | Anthony Shaw     | Donald Ross                                                  | 21. září 1995      | vysíláno      |
| 242          | 2         | A Quaking in Aspen               | Otřesy v Aspenu                | Vincent McEveety | Tom Sawyer                                                   | 28. září 1995      | vysíláno      |
| 243          | 3         | The Secret of Gila Junction      | Tajemství Gila Junction        | Anthony Shaw     | Jerry Ludwig                                                 | 5. října 1995      | vysíláno      |
| 244          | 4         | Big Easy Murder                  | Vražda v New Orleans           | Vincent McEveety | Cynthia Deming a William Royce                               | 12. října 1995     | vysíláno      |
| 245          | 5         | Home Care                        | Domácí ošetřovatelka           | Anthony Shaw     | Robert Van Scoyk                                             | 19. října 1995     | vysíláno      |
| 246          | 6         | Nan's Ghost (Part 1)             | Duch Nan, část 1.              | Anthony Shaw     | Bruce Lansbury                                               | 2. listopadu 1995  | vysíláno      |
| 247          | 7         | Nan's Ghost (Part 2)             | Duch Nan, část 2.              | Anthony Shaw     | Bruce Lansbury                                               | 9. listopadu 1995  | vysíláno      |
| 248          | 8         | Shooting in Rome                 | Filmování v Římě               | Vincent McEveety | Jerry Ludwig                                                 | 16. listopadu 1995 | vysíláno      |
| 249          | 9         | Deadly Bidding                   | Vražedná licitace              | Anthony Shaw     | Tom Sawyer                                                   | 23. listopadu 1995 | vysíláno      |
| 250          | 10        | Frozen Stiff                     | Zmrazený                       | Paul Lazarus     | Mark A. Burley                                               | 30. listopadu 1995 | vysíláno      |
| 251          | 11        | Unwilling Witness                | Neochotný svědek               | Anthony Shaw     | Robert Van Scoyk                                             | 14. prosince 1995  | vysíláno      |
| 252          | 12        | Kendo Killing                    | Vražda po Japonsku             | Walter Grauman   | Laurence Heath                                               | 4. ledna 1996      | vysíláno      |
| 253          | 13        | Death Goes Double Platinum       | Smrt má cenu platinové desky   | Anthony Shaw     | Philip John Taylor                                           | 7. ledna 1996      | vysíláno      |
| 254          | 14        | Murder in Tempo                  | Překotná vražda                | Kevin Corcoran   | Laurence Heath                                               | 11. ledna 1996     | vysíláno      |
| 255          | 15        | The Dark Side of the Door        | Tma za dveřmi                  | Anthony Shaw     | James L. Novack                                              | 1. února 1996      | vysíláno      |
| 256          | 16        | Murder Among Friends             | Vražda mezi přáteli            | Vincent McEveety | Jerry Ludwig                                                 | 8. února 1996      | vysíláno      |
| 257          | 17        | Something Foul in Flappieville   | Něco shnilého ve Flasppieville | Anthony Shaw     | Robert Van Scoyk                                             | 15. února 1996     | vysíláno      |
| 258          | 18        | Track of a Soldier               | Vojákova stopa                 | Vincent McEveety | Bruce Lansbury                                               | 25. února 1996     | vysíláno      |
| 259          | 19        | Evidence of Malice               | Důkaz nepřátelství             | Anthony Shaw     | Tom Sawyer                                                   | 28. března 1996    | vysíláno      |
| 260          | 20        | Southern Double-Cross            | Dvojí hra pod Jižním křížem    | Walter Grauman   | Mark A. Burley                                               | 4. dubna 1996      | vysíláno      |
| 261          | 21        | Race to Death                    | Závod na život a na smrt       | Vincent McEveety | námět: Peter Barwood a Laurence Heath scénář: Laurence Heath | 28. dubna 1996     | vysíláno      |
| 262          | 22        | What You Don't Know Can Kill You | Nevědomost zabíjí              | Kevin Corcoran   | Robert Van Scoyk                                             | 5. května 1996     | vysíláno      |
| 263          | 23        | Mrs. Parker's Revenge            | Pomsta paní Parkerové          | Anthony Shaw     | Anne C. Collins                                              | 12. května 1996    | vysíláno      |
| 264          | 24        | Death by Demographics            | Riziko sledovanosti            | Anthony Shaw     | Donald Ross                                                  | 19. května 1996    | vysíláno      |